# Snökanon

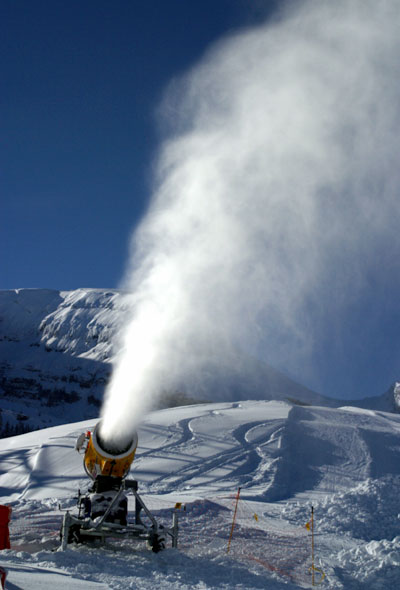
Snökanon.

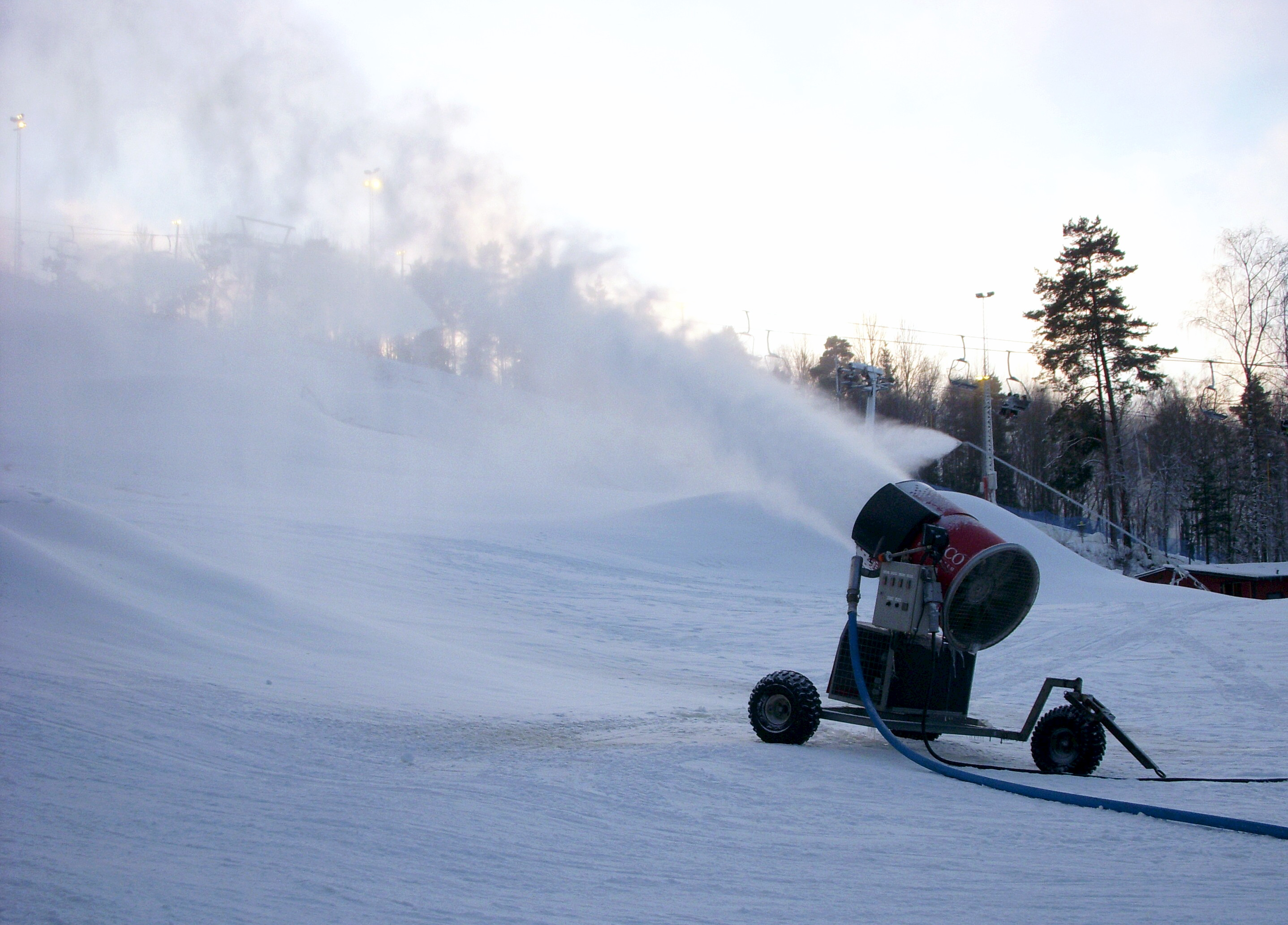
En snökanon i Flottsbro.

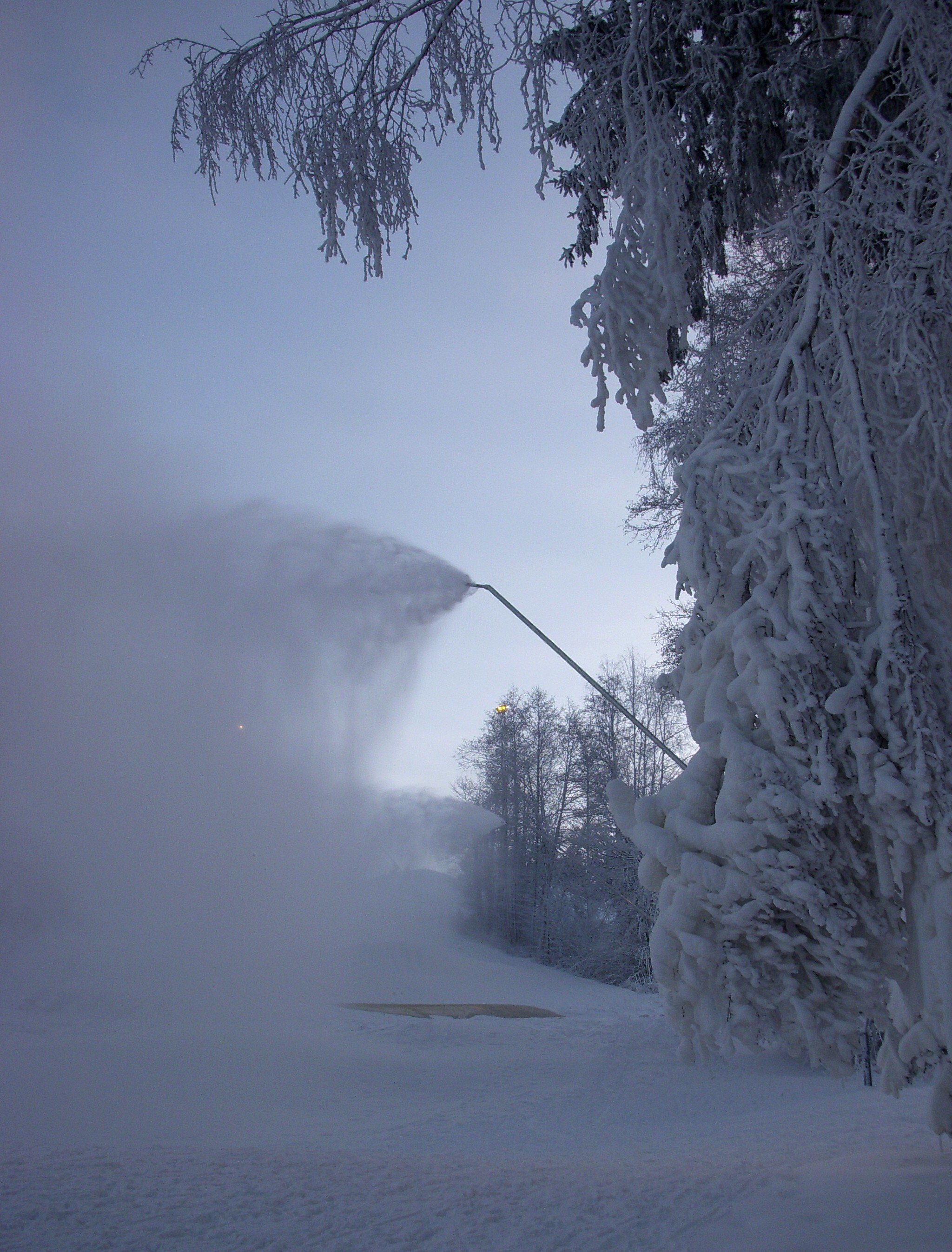
En snölans i Flottsbro.

En snökanon är en maskin som tillverkar snö genom att blanda luft och vatten. Snökanoner används ofta i skidbackar, för att tillverka snö när det är snöbrist, men även inom längdskidåkningen används snökanoner för att skapa åkbara banor när natursnön inte räcker. Där kan det ibland innebära att den tillverkade snön måste fraktas till en plats ut i terrängen.

## Historia
Snökanonen uppfanns  och patenterades 1950 av Art Hunt, Dave Richey och Wayne Pierce. Snötillverkning började användas kommersiellt i början av 1970 och förändras hela tiden, i takt med att skidindustrin växer och vädret förändras på skidanläggningarna.
Den första snökanonen i Sverige installerades på Isaberg 1971 och levererades av det tyska företaget Linde. Under 1980-talet fanns flera olika tillverkare, däribland jämtländska Lenko och Areco.

## Konstsnö
Snön från snökanoner brukar kallas konstsnö. Den har inte riktigt samma struktur som natursnö, vilket kan få konsekvenser för hur man bör valla. Konstsnön är även betydligt hårdare i konsistensen vilket kan ge den negativa konsekvensen att det lättare blir "isigt". En fördel med den hårda konsistensen är att det möjliggör åkning i höga hastigheter då den ger bra grepp för välslipade Carvingskidor. En annan fördel med konstsnöns hårda konsistens är hållbarheten, den smälter betydligt långsammare än natursnö vilket förlänger säsongen för skidanläggningarna. 

### Snis
Ibland används snis som en beteckning på den blandprodukt av vatten och luft som produceras av en snökanon. Särskilt används detta ord där vatten/snö-blandningen ska användas som byggnadsmaterial, som hos ishotell.

## Snökanonens inverkan och utveckling
Effektiv snötillverkning har blivit mer och mer viktigt för att skidanläggningarna ska lyckas varje år. Detta beror mest på förändringarna i klimatet och den ökande populariteten för skidåkning och snowboardåkning. Många skidanläggningar satsar mer och mer på snötillverkning för att själva kunna producera största delen av snön som behövs för att klara sig under hela säsongen, då natursnön ofta inte håller sig säsongen ut. Egen snötillverkning ger skidanläggningarna möjlighet att planera säsongsstart och säsongsslut. 
På grund av klimatförändringarna har många skidanläggningar fått varmare väder, vilket tidvis har gjort det omöjligt att använda vanliga snökanoner. Dock har den tekniska utvecklingen möjliggjort snötillverkning vid allt högre temperaturer. För att kunna producera konstsnö behövdes tidigare temperaturer ned emot -10°C medan det nuförtiden i praktiken räcker med 0°C. Snö tillverkad vid 0°C blir dock av något sämre kvalitet. Idealisk temperatur är för det mesta mellan -5°C och -15°C.
Ett effektivt snösystem kräver mer än bara snökanoner, även kraftfulla vattenpumpar och ett nät med vattenledningar är nödvändigt då vattnet många gånger måste transporteras många hundra höjdmeter uppför berget. Det är även av väsentlig betydelse att ha stor tillgång på vatten till exempel en stor sjö eller närliggande vattendrag.